# Tanjung Merbu
Tanjung Merbu is een bestuurslaag in het regentschap Banyuasin van de provincie Zuid-Sumatra, Indonesië. Tanjung Merbu telt 1944 inwoners (volkstelling 2010).